# Points of Authority
"Points of Authority" é uma canção da banda norte-americana de rock Linkin Park, sendo a quarta faixa tirada de seu primeiro álbum de estúdio, Hybrid Theory. Em sua versão demo, os versos de Mike Shinoda originalmente tinham letras diferentes, com as partes de Chester Bennington tornando-se inalteradas. A canção foi lançada em 2001 como um single promocional de Hybrid Theory. Mais tarde, foi prevista como o quinto single oficial do álbum, planejada para ser lançada como um CD single em setembro de 2001, mas foi cancelada por razões desconhecidas.
Um remix da canção, intitulada "Pts.OF.Athrty", foi lançada como o único single do álbum de remixes Reanimation (2002), enquanto outro remix, do grupo The Crystal Method, foi lançada no LP Underground 2.0. A faixa é uma das sete canções do Linkin Park que apareceram no EP Collision Course com o rapper americano Jay-Z. A canção fez parte da trilha sonora oficial do filme Little Nicky (2000).

## Faixas
| EU Promo CD |                       |         |  |
| N.º         | Título                | Duração |  |
| 1.          | "Points of Authority" | 3:20    |  |

## Pts.OF.Athrty
Um remix de "Points of Authority", intitulado "Pts.OF.Athrty", foi lançado como um single do primeiro álbum de remixes da banda, Reanimation. O single traz remixes das faixas "Points of Authority", "High Voltage" e "By Myself" de Hybrid Theory.
"Points of Authority" foi remixado por Jay Gordon da banda Orgy, "High Voltage" foi remixado por Evidence com Pharoahe Monch, e "By Myself" foi remixado por Marilyn Manson. Os remixes de "Points of Authority" e "High Voltage" são os mesmos encontrados no lançamento padrão de Reanimation, enquanto o remix de "By Myself" é uma versão diferente encontrada apenas no single físico, na versão japonesa e no iTunes como faixa bônus. Há também uma versão alternativa do remix de Jay Gordon, que apareceu em uma página de remixes do artista em 2008.

### Faixas
Todas as faixas escritas e compostas por Linkin Park. 
| "Pts.OF.Athrty" |                                                        |         |  |
| N.º             | Título                                                 | Duração |  |
| 1.              | "Pts.OF.Athrty"                                        | 3:38    |  |
| 2.              | "Buy Myself" (remix de "By Myself" por Marilyn Manson) | 4:26    |  |
| 3.              | "H! Vltg3"                                             | 3:30    |  |

Todas as faixas escritas e compostas por Linkin Park. 
| "H! Vltg3/Pts.OF.Athrty" |                                                        |         |  |
| N.º                      | Título                                                 | Duração |  |
| 1.                       | "H! Vltg3"                                             | 3:34    |  |
| 2.                       | "Pts.OF.Athrty"                                        | 3:38    |  |
| 3.                       | "Buy Myself" (remix de "By Myself" por Marilyn Manson) | 4:26    |  |

### Desempenho nas tabelas musicais
| Tabela musical (2002)                        | Melhor posição |
| -------------------------------------------- | -------------- |
| Alemanha (Offizielle Deutsche Charts)        | 31             |
| Austrália (ARIA)                             | 44             |
| Áustria (Ö3 Austria Top 75)                  | 47             |
| Canadá (Nielsen SoundScan)                   | 4              |
| Escócia (Scottish Singles Chart)             | 6              |
| Estados Unidos (Billboard Alternative Songs) | 29             |
| Irlanda (IRMA)                               | 25             |
| Itália (FIMI)                                | 39             |
| Países Baixos (Single Top 100)               | 54             |
| Reino Unido (OCC UK Rock and Metal)          | 1              |
| Reino Unido (UK Singles Chart)               | 9              |
| Suécia (Sverigetopplistan)                   | 45             |
| Suíça (Schweizer Hitparade)                  | 61             |
| Tabela musical (2017)                        | Posição        |
| Reino Unido (OCC UK Rock and Metal)          | 6              |